# باول ميلفيل
باول ميلفيل (بالإنجليزية: Paul Melville)‏ (27 ديسمبر 1956 في المملكة المتحدة - 21 نوفمبر 1978 في أستراليا) هو لاعب كريكت أسترالي. لعب مع فريق فكتوريا للكريكت.

## وصلات خارجية
- باول ميلفيل على موقع إي آس بي آن كريك إنفو (الإنجليزية)